# Kľušov
Kľušov es un municipio del distrito de Bardejov en la región de Prešov, Eslovaquia, con una población estimada a final del año 2024 de 1089 habitantes.
Se encuentra ubicado en el centro-norte de la región, cerca del río Topľa (cuenca hidrográfica del río Tisza) y de la frontera con Polonia.

## Demografía
| Año        | 1994 | 2004    | 2014    | 2024    |
| ---------- | ---- | ------- | ------- | ------- |
| Población  | 970  | 1033    | 1092    | 1089    |
| Diferencia |      | +6,49 % | +5,71 % | −0,27 % |

| Año        | 2023 | 2024    |
| ---------- | ---- | ------- |
| Población  | 1074 | 1089    |
| Diferencia |      | +1,39 % |